# Subdivisões da Polônia
A divisão territorial da Polônia mudou muitas vezes. Desde a Segunda Guerra Mundial, as reformas ocorreram em 1946, 1950, 1957 e 1975. A atual divisão administrativa em três níveis está em vigor desde a última alteração introduzida em 1 de janeiro de 1999.
Situação em 1 de janeiro de 2024:
- Unidades de 1.º grau — 16 voivodias ou províncias (województwo)
- Unidades de 2.º grau — 380 condados (powiatów), incluindo:
  - 66 cidades com direitos de condado — comunas com direitos de cidade, realizando tarefas de condado, comumente conhecidas como “condados urbanos”,
  - 314 condados — reúnem-se em uma dúzia ou mais de comunas vizinhas, comumente conhecidas como “condados da terra”; eles podem estar baseados em uma cidade com direitos de condado que não está dentro de seu território
- Unidades de 3.º grau — 2 478 comunas (gminy), incluindo:
  - 302 urbanas (gminy miejskie) — comunas que caem nos limites administrativos da cidade (incluindo 66 comunas que também são cidades com direitos de condado),
  - 711 urbano-rural (gminy miejsko-wiejskie) — comunas que incluem uma cidade e várias aldeias,
  - 1 465 rurais (gminy wiejskie) — comunas que não contêm uma cidade em seu território (das quais 158 estão localizadas na cidade fora de sua área, a chamada comuna de obwarzanek).

Além disso, existem 1 013 cidades (miast) na Polônia — em 1 de janeiro de 2024.

## Voivodias
A Polônia está atualmente dividida em 16 províncias conhecidas como voivodias (em polonês: województwa, singular województwo). A autoridade administrativa no nível de voivodia é partilhada entre um governador nomeado pelo governo, chamado voivoda (normalmente uma indicação política), uma assembleia eleita chamada de sejmik, e um executivo escolhido por essas voivodias. O líder do executivo é chamado marechal (marszałek).
| Brasão | Voivodia                                             | Capital (cidades)                  |
| ------ | ---------------------------------------------------- | ---------------------------------- |
|        | Voivodia da Baixa Silésia (Dolnośląskie)             | Breslávia (Wrocław)                |
|        | Voivodia da Cujávia-Pomerânia (Kujawsko-Pomorskie)   | Bydgoszcz e Toruń                  |
|        | Voivodia da Grande Polônia (Wielkopolskie)           | Poznań                             |
|        | Voivodia de Łódź (Łódzkie)                           | Łódź                               |
|        | Voivodia de Lublin (Lubelskie)                       | Lublin                             |
|        | Voivodia da Lubúsquia (Lubuskie)                     | Gorzów Wielkopolski e Zielona Góra |
|        | Voivodia da Mazóvia (Mazowieckie)                    | Varsóvia (Warszawa)                |
|        | Voivodia de Opole (Opolskie)                         | Opole                              |
|        | Voivodia da Pequena Polônia (Małopolskie)            | Cracóvia (Kraków)                  |
|        | Voivodia da Podláquia (Podlaskie)                    | Białystok                          |
|        | Voivodia da Pomerânia (Pomorskie)                    | Gdańsk                             |
|        | Voivodia da Pomerânia Ocidental (Zachodniopomorskie) | Estetino (Szczecin)                |
|        | Voivodia de Santa Cruz (Świętokrzyskie)              | Kielce                             |
|        | Voivodia da Silésia (Śląskie)                        | Katowice                           |
|        | Voivodia da Subcarpácia (Podkarpackie)               | Rzeszów                            |
|        | Voivodia da Vármia-Masúria (Warmińsko-Mazurskie)     | Olsztyn                            |

## Condados

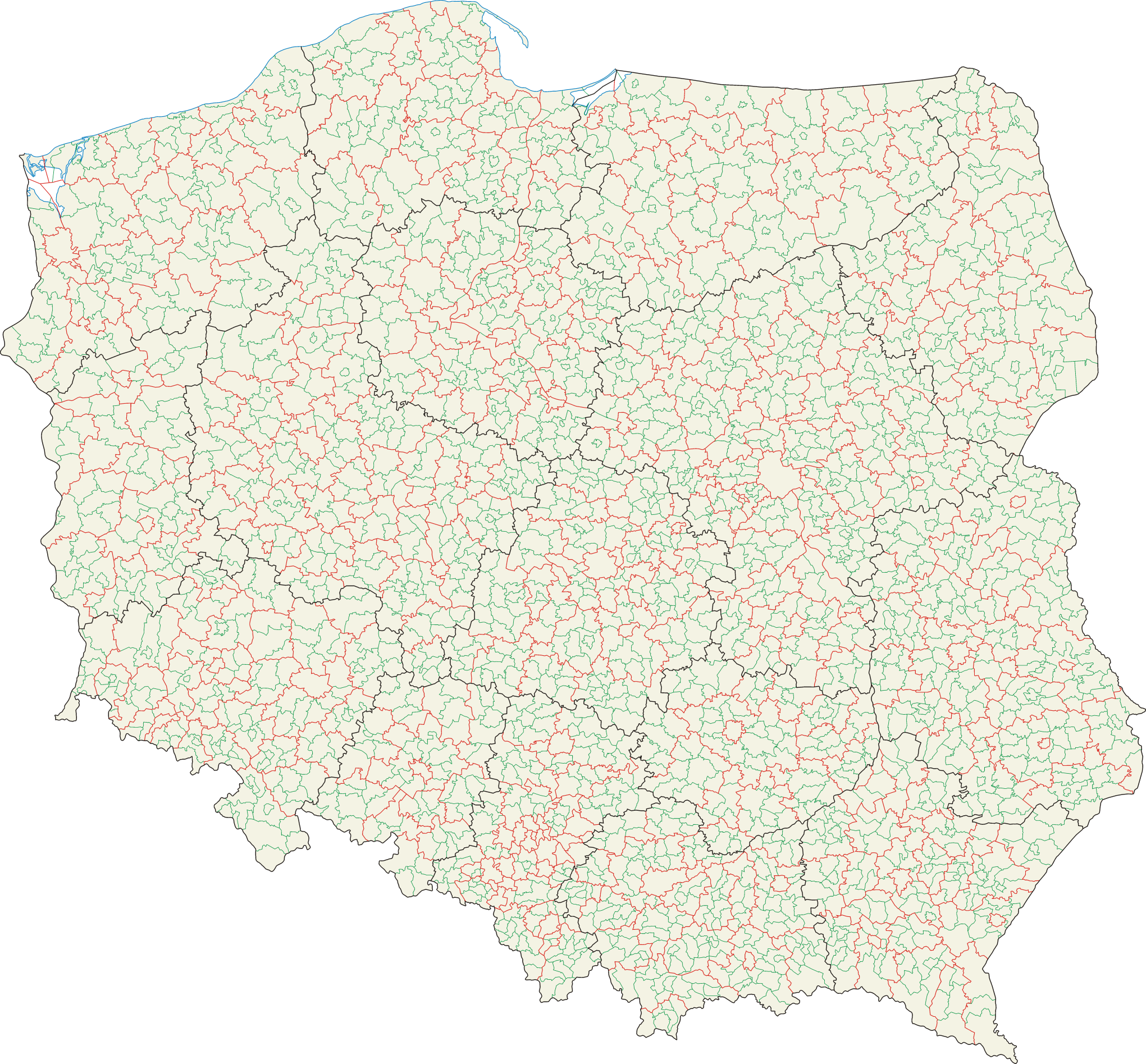
Mapa administrativo das voivodias, condados (powiaty) e comunas (gminy) da Polônia.

Cada voivodia está dividida em um número de entidades menores conhecidas como condados (powiaty). O número de condados por voivodia varia de 12 (voivodia de Opole) a 42 (voivodia da Mazóvia). Isso inclui tanto os condados propriamente ditos (conhecidos por condados rurais, em polonês: powiaty ziemskie), e  cidades com direitos de condado (condados urbanos, em polonês: powiaty grodzkie ou mais formalmente miasta na prawach powiatu). Os condados rurais têm um conselho eleito (rada powiatu), que elege um executivo para ser o starosta. Nos condados urbanos as funções destas instituições são desempenhadas pelo próprio conselho e o executivo da cidade.

## Comunas
O terceiro nível de divisão administrativa é a comuna (gmina) (também chamado município). Um condado, geralmente, é dividido em um número de comunas (entre 3 e 19), embora os condados urbanos são constituídos de uma única comuna. A comuna pode ser classificada em urbana (composta de uma comuna ou cidade), urbano-rural (composta de uma comuna, com as suas aldeias e distritos), ou rural (que não contém uma comuna). A comuna tem um concelho eleito, bem como um prefeito diretamente eleito (conhecido por presidente da comuna (prezydent) nas grandes comunas, burmistrz na maior parte das comunas urbanas e urbano-rurais, e wójt nas comunas.

## Unidades menores
As comunas são geralmente subdivididas em unidades menores, chamadas osiedle ou dzielnica nas comunas, e sołectwo nas zonas rurais. No entanto, estas unidades são de menor importância e estão subordinadas à categoria de comuna.

## Histórica

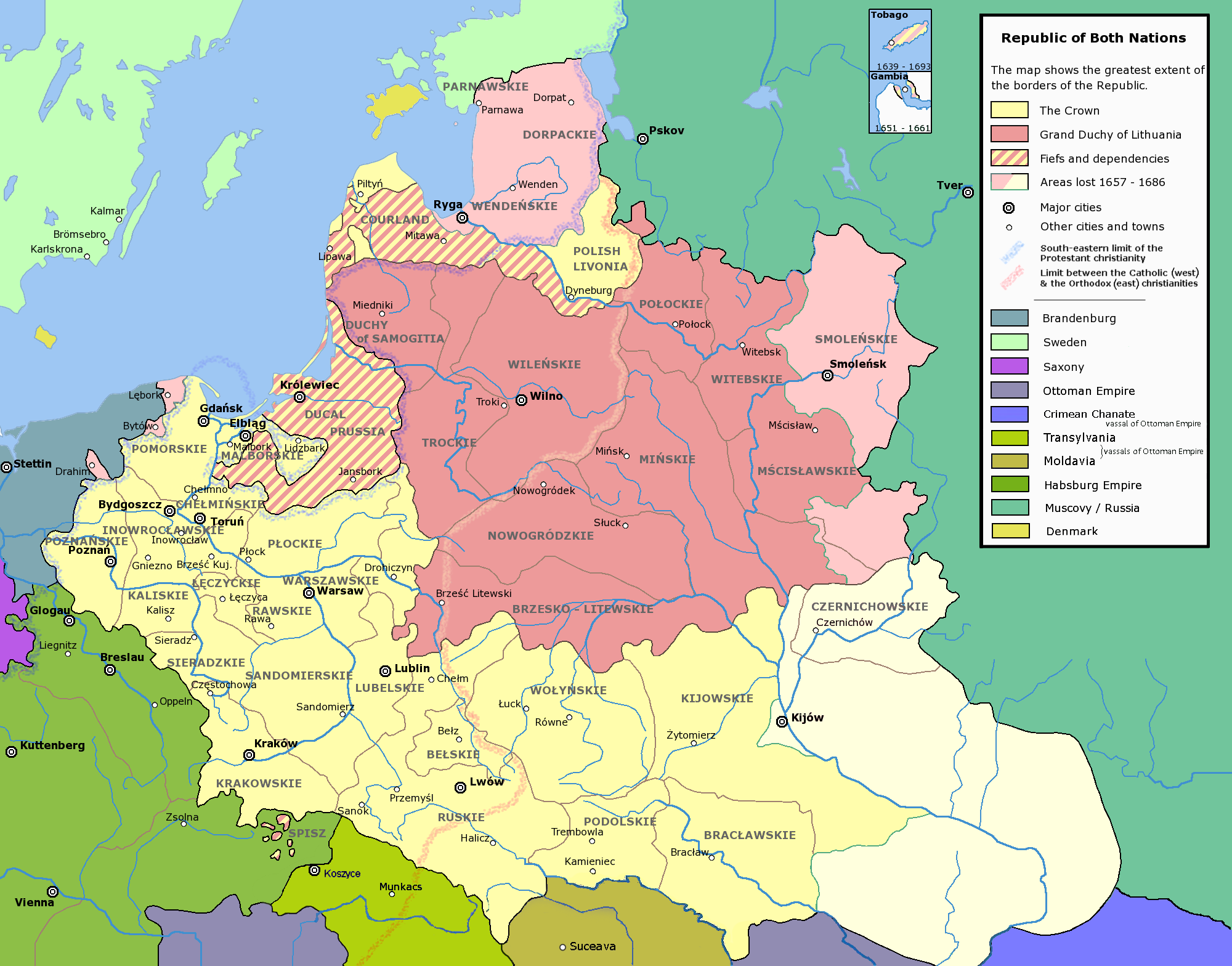
Mapa mostrando as voivodias da República das Duas Nações (1569 – 1795)

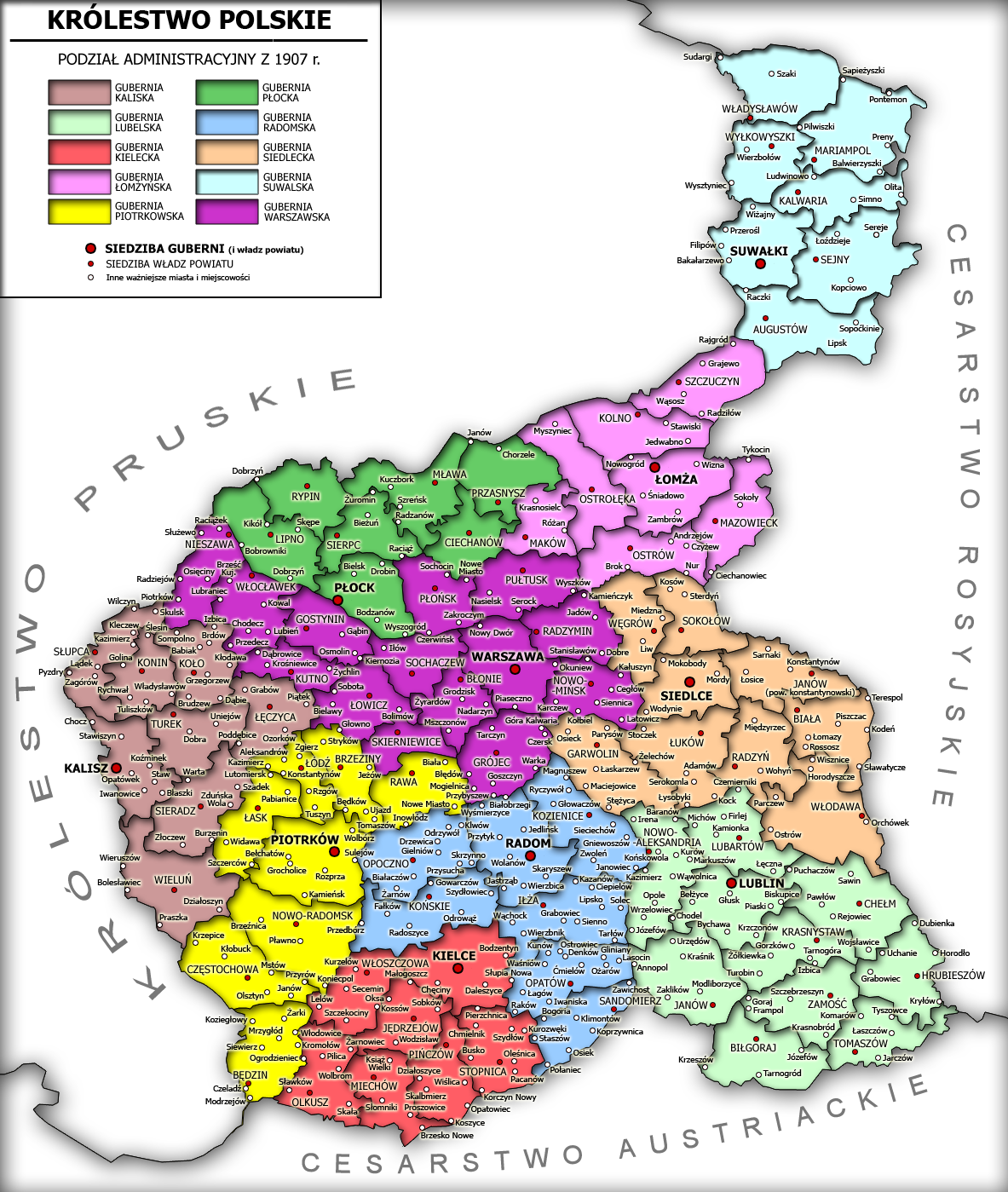
Divisão administrativa da Polônia do Congresso, 1907

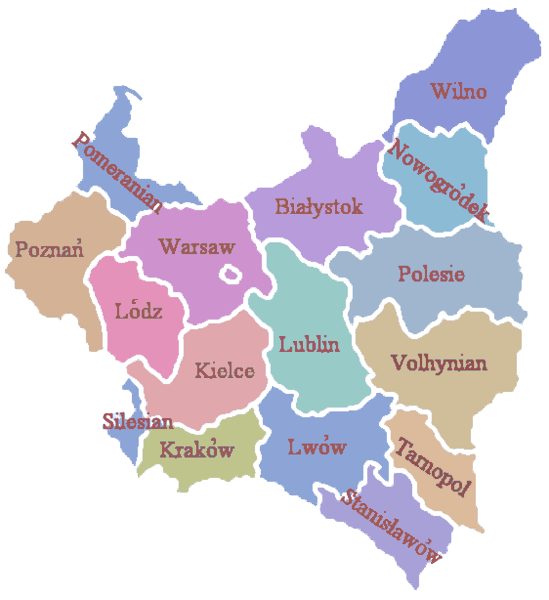
Voivodias da Polônia, 1922 – 1939

O território da Polônia tem sido objeto de significativas mudanças ao longo do curso de sua história. Por isso, a atual divisão administrativa da Polônia, embora em alguns níveis seja como algumas históricas, é bem diferente de outras. As divisões administrativas históricas da Polônia podem ser divididas nos seguintes períodos:
- antes de 1569: Divisão administrativa do Reino da Polônia
- 1569 – 1795: Divisão administrativa da República das Duas Nações
- 1795 – 1807: Divisão administrativa dos territórios poloneses após as partições
- 1807 – 1815: Divisão administrativa do Ducado de Varsóvia
- 1815 – 1914: Divisão administrativa da Polônia do Congresso
- 1918 – 1939: Divisão administrativa da Segunda República da Polônia
- 1939 – 1945: Divisão administrativa dos territórios poloneses durante a Segunda Guerra Mundial
- 1918 – 1999: Divisão administrativa da República Popular da Polônia
- desde 1999: veja artigo principal acima